# Sinzowella
Sinzowella es un género de foraminífero bentónico de la subfamilia Nubeculinellinae, de la familia Nubeculariidae, de la superfamilia Cornuspiroidea, del suborden Miliolina y del orden Miliolida. Su especie tipo es Nubecularia novorossica var. deformis. Su rango cronoestratigráfico abarca el Sarmatiense (Mioceno).

## Discusión
Clasificaciones más recientes incluyen Sinzowella en la superfamilia Nubecularioidea.

## Clasificación
Sinzowella incluye a las siguientes especies:
- Sinzowella deformis †
- Sinzowella variabilis †